# Grupo Especial de Intervención (Argelia)
El Grupo Especial de Intervención (GEI) (en francés: Groupe d'Intervention Spécial) era una unidad de fuerzas especiales creada en Argelia en 1987, inicialmente contaba con 400 miembros.

## Historia

### Etapa inicial (1987-1991)
El GIS fue creado en 1987, por orden del General Lakehal Ayat, director del Departamento de Inteligencia y Seguridad (DRS). El grupo contaba en su haber inicialmente con 300 miembros reclutados entre los distintos cuerpos de seguridad. La mayoría de ellos fueron seleccionados entre los comandos paracaidistas que constituían en ese momento la élite de las tropas de choque del ejército argelino. En sus inicios, el GIS ya estaba preparado para contrarrestar posibles acciones terroristas, pero solo tenía la misión de protección y seguridad presidencial, así como la protección cercana de ciertas personas de alto rango.

### Guerra civil en Argelia (1991-2002)
Tras la anulación de las elecciones legislativas argelinas de 1991 ganadas por los islamistas del Frente Islámico de Salvación (FIS), la situación de seguridad se deterioró progresivamente y Argelia se enfrentó a la  insurgencia y a los atentados terroristas. Miles de islamistas tomaron las armas y se unieron a la guerrilla, atacando al Ejército y la Policía argelina y pronto se produjeron bajas civiles. Los elementos del Ejército Nacional Popular de Argelia (ENPA) que se habían entrenado principalmente para una guerra convencional se vieron desbordados e impotentes ante este nuevo tipo de conflicto. Las emboscadas, los secuestros y las tomas de rehenes se multiplicaron, provocando numerosas bajas entre los soldados inexpertos. Ante esta situación totalmente nueva, era necesario crear unidades capaces de realizar operaciones especiales, unidades antiguerrilla y antiterroristas.
La Policía argelina y la Gendarmería Nacional de Argelia crearon sus propias unidades de intervención y el Ejército estableció una amplia campaña de formación y desarrollo para los regimientos de comandos paracaidistas. El GIS era la unidad mejor entrenada antes de la guerra y tuvo su bautismo de fuego al inicio de la insurrección, logró buenos resultados sobre el terreno y demostró su eficacia contra grupos armados como el EIS, el GIA y el GSPC.
El 29 de junio de 1992, el Presidente de Argelia Mohamed Boudiaf fue asesinado por Lambarek Boumaraafi, quien era miembro de la guardia presidencial. A raíz de este incidente, el GIS cesó todas sus actividades de protección y escolta presidencial, concentrándose por completo en la lucha contra el terrorismo yihadista.
Desde 1992, las fuerzas del GIS habían operado en el contexto de un enfrentamiento violento entre el gobierno argelino y los militantes islamistas del FIS. Se denunciaron importantes violaciones de los derechos humanos en ambos bandos. Un embargo de armas en contra de Argelia, inicialmente impidió que el GIS obtuviera equipos como gafas de visión nocturna. Tras los atentados del 11 de septiembre de 2001, se permitió a los vendedores de material bélico occidental vender equipos a Argelia en el contexto de la Guerra contra el terrorismo internacional.

## Responsabilidad y formación
El GIS era una subunidad del Departamento de Inteligencia y Seguridad (DIS). El GEI era la unidad responsable de la lucha contra el terrorismo, su sede central se encontraba en Argel y tenía una base en Blida, a 50 kilómetros de Argel. El Grupo de Intervención Especial (GEI) realizó varios cursos de formación en diversas especialidades (asalto, francotirador, desactivación de explosivos, etcétera) en la escuela de formación de oficiales de las tropas especiales en Argelia, sin olvidar la formación junto a los miembros del Grupo Alfa de Rusia. Los hombres del GIS eran entrenados en las artes marciales japonesas, en el Jūjutsu y en las artes marciales coreanas como el Kuk Sool Won, con un enfoque militar. El entrenamiento y la experiencia hizo del GEI una de las fuerzas mejor entrenadas de la Tierra, la unidad fue reconocida por los diversos grupos tácticos dedicados a la lucha contra el terrorismo y fue recomendada por el Mando de Operaciones Especiales de los Estados Unidos para formar a varios grupos contraterroristas africanos y europeos.

## Armamento

### Pistolas
| Nombre            | Imagen   | Origen                 | Tipo                   | Calibre              | Notas                                                                   |
| Pistolas          | Pistolas | Pistolas               | Pistolas               | Pistolas             | Pistolas                                                                |
| ----------------- | -------- | ---------------------- | ---------------------- | -------------------- | ----------------------------------------------------------------------- |
| Makarov PM        |          | Unión Soviética        | Pistola semiautomática | 9 × 18 mm Makarov    |                                                                         |
| Caracal           |          | Emiratos Árabes Unidos | Pistola semiautomática | 9 × 19 mm Parabellum |                                                                         |
| Glock 17 / 18     |          | Austria                | Pistola semiautomática | 9 × 19 mm Parabellum | Puede equiparse con una linterna eléctrica y un kit de conversión RONI. |
| Beretta 92        |          | Italia                 | Pistola semiautomática | 9 × 19 mm Parabellum |                                                                         |
| Beretta 93R       |          | Italia Italia          | Pistola ametralladora  | 9 × 19 mm Parabellum |                                                                         |
| FN Browning GP-35 |          | Estados Unidos         | Pistola semiautomática | 9 × 19 mm Parabellum |                                                                         |

### Fusiles de asalto
| Nombre             | Imagen            | Origen            | Tipo              | Calibre                          |
| Fusiles de asalto  | Fusiles de asalto | Fusiles de asalto | Fusiles de asalto | Fusiles de asalto                |
| ------------------ | ----------------- | ----------------- | ----------------- | -------------------------------- |
| AKM                |                   | Unión Soviética   | Fusil de asalto   | 7,62 × 39 mm                     |
| Steyr AUG          |                   | Austria           | Fusil de asalto   | 5,56 × 45 mm OTAN                |
| Heckler & Koch G36 |                   | Alemania          | Fusil de asalto   | 5,56 × 45 mm OTAN                |
| AR-M4SF            |                   | Bulgaria          | Fusil de asalto   | 5,56 x 45 mm OTAN / 7,62 x 39 mm |

### Subfusiles
| Nombre             | Imagen     | Origen     | Tipo       | Calibre              |
| Subfusiles         | Subfusiles | Subfusiles | Subfusiles | Subfusiles           |
| ------------------ | ---------- | ---------- | ---------- | -------------------- |
| Beretta M12        |            | Italia     | Subfusil   | 9 × 19 mm Parabellum |
| Steyr TMP          |            | Austria    | Subfusil   | 9 × 19 mm Parabellum |
| Heckler & Koch MP7 |            | Alemania   | Subfusil   | HK 4,6 × 30 mm       |

### Ametralladoras
| Nombre           | Imagen         | Origen          | Tipo                               | Calibre        |
| Ametralladoras   | Ametralladoras | Ametralladoras  | Ametralladoras                     | Ametralladoras |
| ---------------- | -------------- | --------------- | ---------------------------------- | -------------- |
| RPK              |                | Unión Soviética | Ametralladora ligera               | 7,62 × 39 mm   |
| Ametralladora PK |                | Unión Soviética | Ametralladora de propósito general | 7,62 × 54 mm R |

### Fusiles de francotirador
| Nombre                   | Imagen                   | Origen                   | Tipo                     | Calibre                  |
| Fusiles de francotirador | Fusiles de francotirador | Fusiles de francotirador | Fusiles de francotirador | Fusiles de francotirador |
| ------------------------ | ------------------------ | ------------------------ | ------------------------ | ------------------------ |
| Sako TRG                 |                          | Finlandia                | Fusil de francotirador   |                          |
| Remington 700            |                          | Estados Unidos           | Fusil de francotirador   |                          |
| Zastava M93 Black Arrow  |                          | Serbia                   | Fusil de francotirador   |                          |
| Dragunov SVD             |                          | Unión Soviética          | Fusil de francotirador   |                          |

### Escopetas
| Nombre    | Imagen    | Origen    | Tipo      | Calibre   |
| Escopetas | Escopetas | Escopetas | Escopetas | Escopetas |
| --------- | --------- | --------- | --------- | --------- |
| SPAS-12   |           | Italia    | Escopeta  |           |

### Lanzagranadas acoplado
| Nombre                 | Imagen                 | Origen                  | Munición               | Fabricante                                                                   |
| Lanzagranadas acoplado | Lanzagranadas acoplado | Lanzagranadas acoplado  | Lanzagranadas acoplado | Lanzagranadas acoplado                                                       |
| ---------------------- | ---------------------- | ----------------------- | ---------------------- | ---------------------------------------------------------------------------- |
| GP-25                  |                        | Argelia Unión Soviética | Granada de 40 mm       | Empresa de Construcciones Mecánicas de KhenchelaKBP Instrument Design Bureau |

### Lanzacohetes
| Nombre       | Imagen       | Origen          | Tipo                          |
| Lanzacohetes | Lanzacohetes | Lanzacohetes    | Lanzacohetes                  |
| ------------ | ------------ | --------------- | ----------------------------- |
| RPG-7        |              | Unión Soviética | Granada propulsada por cohete |